# Acronicta persuasa
Acronicta persuasa är en fjärilsart som beskrevs av Harvey 1875. Acronicta persuasa ingår i släktet Acronicta och familjen nattflyn. Inga underarter finns listade i Catalogue of Life.